# Alateusz
Alateusz (zm. przed 382 r. n.e.) – wódz gockich Greutungów, który uciekając przed nawałą huńską, wraz z Safraksem w 376 roku n.e. przekroczył rzymską granicę na Dunaju. Jak się przypuszcza, Alateusz zmarł przed 382 rokiem.